# جرگه، استرالیا غربی
جرگه (به انگلیسی: Jarrahdale) یک شهرک در استرالیا است که در استرالیای غربی واقع شده‌است.